# Eupithecia solidaginis
Eupithecia solidaginis är en fjärilsart som beskrevs av Fuchs 1901. Eupithecia solidaginis ingår i släktet Eupithecia och familjen mätare. Inga underarter finns listade i Catalogue of Life.